# Helena Garcia Melero
Helena Garcia Melero, född 19 september 1968 i Barcelona, är en katalansk (spansk) journalist och programledare i TV. Hon arbetar främst med samhälls- och nyhetsprogram på katalanska TV3, där hon är ett av de mer välbekanta ansiktena. Bland de återkommande uppdragen som programledare under 2010-talet har varit för de dagliga magasinsprogrammen Divendres och Tot es mou.

## Biografi
1990 tog Garcia Melero examen i filosofi vid Barcelonas universitet, och fyra år senare examen i medievetenskap vid Universitat Autònoma de Barcelona. Då hade hon redan 1992 – under studietiden – börjat arbeta för region-TV-bolaget Televisió de Catalunya (TVC, numera del av Corporació Catalana de Mitjans Audiovisuals). Fram till 2004 kom hon sedan att vara knuten till nyhetsprogrammet Telenotícies, varefter hon – tillsammans med Josep Cuní – blev en av programledarna för det nya aktualitetsprogrammet Els matins (motsvarighet till Gomorron Sverige). Den programledarrollen behöll hon fram till 2007.
Parallellt hade hon redan 1996 börjat arbeta med intervjuer under rubriken Taula reservada, ett programformat som började i Ràdio Estel och mellan 1999 och 2004 fortsatte i Ràdio Barcelona, en kanal inom Cadena Ser-nätverket. Från och med 1996 fungerade hon som gästlärare i journalistik vid Universitat Ramon Llull, från år 2000 i samma roll vid Universitat Internacional de Catalunya.
I december 2005 fungerade hon första gången som programledare för december månads Marató de TV3. Kanalens stora, årliga välgörenhetsgala hade det året fokus mot psykiska sjukdomar.
I oktober 2007 lämnade hon dock TVC för att ta över rollen som kommunikationschef hos El Periódico de Catalunya. Hon verkade i den rollen under ett års tid, fram till i november 2008 då hon återvände till TVC och TV3:s studioproduktioner. Hennes roll var där och då att ta hand om Hora Q, med ett programformat som blandade nyheter och underhållning runt midnatt. Programmet sändes i fem månader, fram till april i nästkommande år. Programmets nedläggning sammanföll med Garcia Meleros föräldraledighet men hade även fått mindre goda tittarsiffror.
Tidigt 2010 inledde Garcia Melero en ny period på Els matins, fortfarande med Josep Cuní som medprogramledare. Efter att Cuní i september året därpå lämnat produktionen och TVC för programledaruppdrag på 8TV, tog Ariadna Oltra över Cunís roll. Garcia Melero och Oltra kom att dela på programledarskapet fram till tidigt 2014, varefter Oltra ersattes av Lídia Heredia i ett program som kombinerade debatter, samhällsfrågor, nyheter, veckokrönikor i olika ämnen, kulturinslag och artistframträdanden.
Från och med säsongen 2015/2016 flyttade Garcia Melero – som till skillnad från de flesta i Spanien är mest känd under sitt sista efternamn Melero – över till eftermiddagens magasinsprogram Divendres. Där delade hon fram till programmets nedläggning sommaren 2017 programledarskapet med Espartac Peran.
2018 började Melero som programledare för Tot es mou. Detta innebar en fortsättning av programformatet från Divendres med ett förstärkt fokus på nyheter och aktuella samhällsfrågor i det under 2010-talet allt mer mångskiftande katalanska nyhetslandskapet.